# Thierry Omeyer

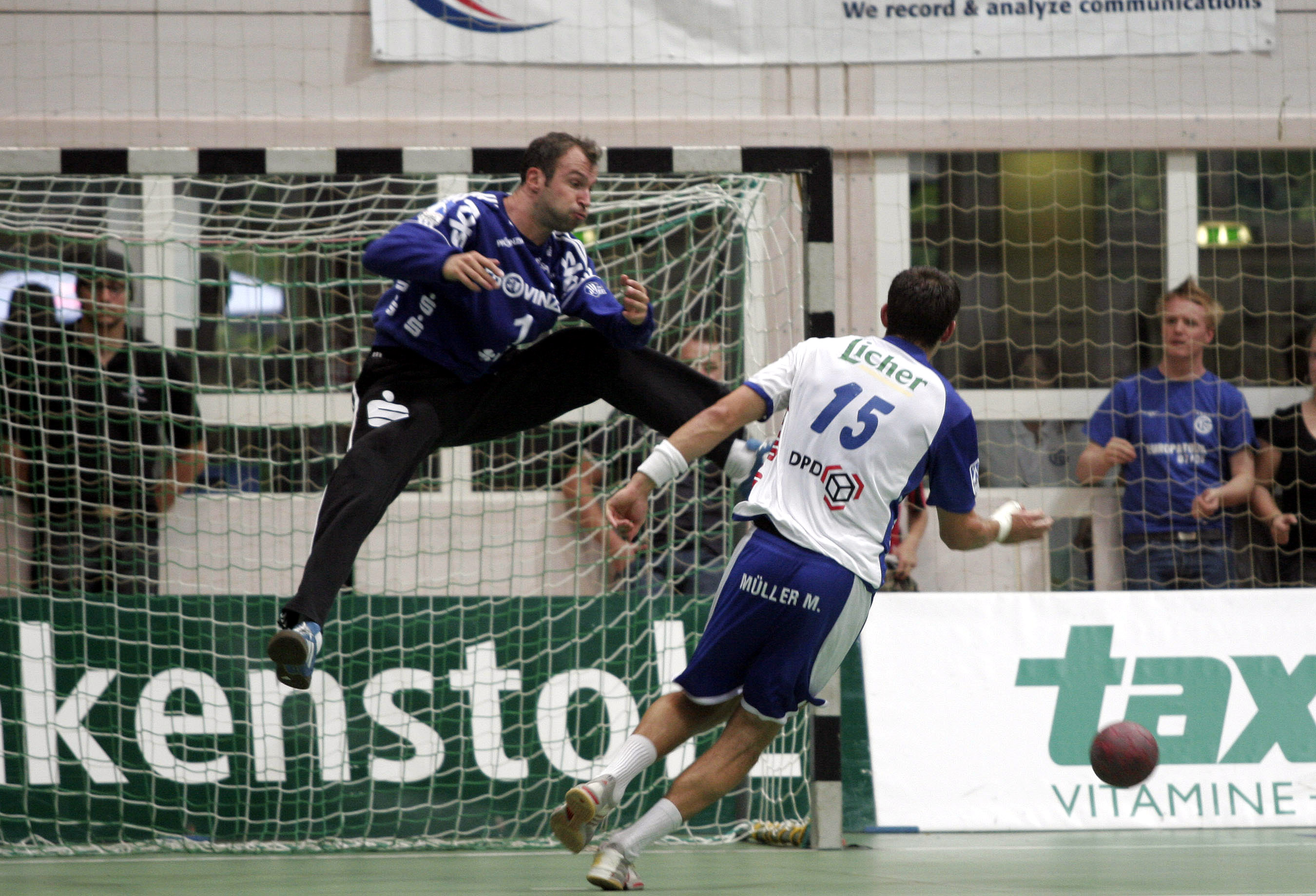
Thierry Omeyer

Thierry Omeyer (ur. 2 listopada 1976 w Miluzie) – francuski piłkarz ręczny, reprezentant kraju. Występuje jako bramkarz. W kadrze narodowej zadebiutował w 1999 roku. Od sezonu 2013/14 występuje we francuskiej Divison 1, w drużynie Paris Saint-Germain Handball, po 8 latach spędzonych w Bundeslidze w drużynie THW Kiel.
Dwukrotny mistrz olimpijski 2008 oraz 2012.
W 2009 roku w Chorwacji wywalczył mistrzostwo Świata. W finale ekipa Francji pokonała Chorwację 24:19. Na zakończenie turnieju został wybrany do Siódemki gwiazd jako najlepszy bramkarz. W 2011 również wywalczył mistrzostwo świata. Został uznany za najlepszego piłkarza ręcznego na świecie w roku 2008 przez Międzynarodową Federację Piłki Ręcznej (IHF).
Czterokrotny mistrz Świata z 2001 r., 2009 r., 2011 r., i 2015 r.
Trzykrotny mistrz Europy z 2006 r. ze Szwajcarii, z 2010 r. z Austrii i z 2014 r. z Danii.

## Życie prywatne
Jego rodzice również uprawiali piłkę ręczną. Thierry ma żonę Laurence, córkę Manon i syna Lorisa. Jego brat bliźniak Christian również uprawia piłkę ręczną, występuje w SC Sélestat.

## Sukcesy

### reprezentacyjne
Mistrzostwa Świata:
- (2001, 2009, 2011, 2015)
- (2003, 2005)

Mistrzostwa Europy:
- (2006, 2010, 2014)
- (2008)

Igrzyska Olimpijskie:
- (2008, 2012)
- (2016)

### klubowe
Mistrzostwa Francji:
- (2002, 2003, 2004, 2005, 2006, 2013)

Puchar Francji:
- (2002, 2003, 2004, 2005, 2006)

Mistrzostwa Niemiec:
- (2007, 2008, 2009, 2010, 2012, 2013)

Superpuchar Niemiec:
- (2007, 2008, 2011, 2012)

Liga Mistrzów:
- (2003, 2007, 2010, 2012)
- (2008, 2009)

Puchar Niemiec:
- (2007, 2008, 2009, 2012, 2013)

Puchar Ligi Francuskiej:
- (2004, 2005, 2006)

## Nagrody indywidualne
- 2006 – Najlepszy bramkarz mistrzostw Europy (Norwegia)
- 2008 – Najlepszy bramkarz Igrzysk Olimpijskich (Pekin)
- 2009 – Najlepszy bramkarz mistrzostw Świata (Chorwacja)
- 2009 – Najlepszy bramkarz sezonu w Bundeslidze
- 2009 – MVP sezonu w Bundeslidze
- 2011 – Najlepszy bramkarz mistrzostw Świata (Szwecja)
- 2012 - Najlepszy bramkarz Igrzysk Olimpijskich 2012 (Londyn)[4]
- 2015 - Najlepszy bramkarz oraz MVP mistrzostw Świata (Katar)[5]

## Wyróżnienia
- Najlepszy piłkarz ręczny na Świecie roku 2008.
- Wybrany do najlepszej siódemki świata 2009 roku według magazynu "L’Équipe"[6]
- W 2010 roku został wybrany bramkarzem wszech czasów w piłce ręcznej w głosowaniu internautów na stronie IHF[7]
- Wybrany do najlepszej siódemki świata 2012 roku według magazynu "L’Équipe"[8]

## Odznaczenia
- Kawaler Narodowego Orderu Zasługi[9]
- Kawaler Legii Honorowej[10]
- Oficer Narodowego Orderu Zasługi[11]